# 김진규 (배우)
김진규(金振奎, 본명: 김진규, 본명 한자: 金振圭, 1923년 4월 12일 ~ 1998년 6월 18일)는 대한민국의 영화배우이다. 본관은 김녕(金寧)이다.

## 생애
충청남도 서천에서 출생하였다. 서천보통학교를 졸업 후 자동차 수리공장의 사환으로 일하면서 대전고등보통학교에 다니던 시절에 일본인의 양자가 되어 오이타현 오이타 우좌(宇佐) 농업전문학교를 다녔고 도쿄 우에노 음악학교를 다녔던 바 있으나 모두 중퇴하고 한국으로 돌아왔다.
1944년 가수 첫 데뷔한 그는 이후 조선연예주식회사 연구생으로 들어가 1945년 연극《살구꽃》으로 처음 연극배우 무대에 선다. 약초(若草) 연예주식회사 연구부에서 연기를 배운 그는 8·15 광복 후 장동휘 등과 극단 장미를 창립하여 첫 공연으로 '아름다운 새벽'을 무대에 올렸다. 1955년 이강천 감독의《피아골》에 주연으로 캐스팅되면서 영화에 데뷔했다. 이후 1960년대 한국 영화의 황금기를 이끄는 배우로 활약했다. 1945년 이민자와 결혼했으나 1959년 이혼했고 같은 해 1959년 김보애와 재혼했으나 1973년 이혼했으며 1976년 박기자와 3번째 결혼했으나 1992년 이혼했고 1997년 김보애와 재결합하여 1998년 사망할 때까지 부부 관계를 다시 유지했다.
한국연극영화배우협회 회장, 한국영화인협회 이사장, 한국예술문화단체총연합회 부회장을 역임했다.

## 학력
- 서천보통학교 수료
- 신흥보통학교 졸업
- 대전고등보통학교 졸업
- 일본 오이타현 오이타 우사(宇佐) 농업전문학교 중퇴
- 일본 도쿄 우에노 음악학교 중퇴

## 소속
- 前 한국예술문화단체총연합회 부회장

## 작품

### 영화 대표작
- 1955년 《피아골》(감독 이강천)
- 1956년 《포화 속의 십자가》
- 1956년 《처녀별》
- 1956년 《옥단춘》
- 1957년 《사랑》
- 1958년 《사랑하는 까닭에》
- 1959년 《독립협회와 청년 이승만》
- 1959년 《청춘극장》
- 1960년 《이 생명 다하도록》
- 1960년 《하녀》
- 1961년 《오발탄》(감독 유현목) - 박봉 계리사 역
- 1961년 《별》
- 1965년 《생명은 불꽃처럼》(감독 장일호)
- 1965년 《순교자》(감독 유현목) - 머슴 역
- 1966년 《유정》 - 그 역
- 1967년 《원죄》
- 1970년 《세조대왕》
- 1970년 《미행자》
- 1972년 《의사 안중근》
- 1972년 《낙도의 무지개》
- 1973년 《몸 전체로 사랑을》
- 1973년 《집행유예》
- 1974년 《증언》
- 1974년 《깊은 사이》
- 1974년 《아빠하고 나하고》
- 1974년 《잊지 못할 모정》
- 1975년 《삼포 가는 길》(감독 이만희) - 주연
- 1976년 《아라비아의 열풍》
- 1976년 《발가락이 닮았다》
- 1977년 《광화문통 아이》
- 1977년 《난중일기》
- 1981년 《사랑하는 사람아》
- 1983년 《마음은 외로운 사냥꾼》
- 1984년 《가고파》
- 1984년 《꽃잎이어라 낙엽이어라》
- 1985년 《야망과 도전》

### 영화 감독
- 1967년 《종자돈》

### 영화 제작
- 1970년 《성웅 이순신》

## 수상 경력
- 1960년 제3회 《부일영화상》 남우주연상 - 비극은 없다
- 1961년 제4회 《부일영화상》 남우주연상 - 박서방
- 1962년 제5회 《부일영화상》 남우주연상 - 성춘향
- 1962년 아시아영화제 남우주연상 - 사랑방 손님과 어머니
- 1964년 제2회《청룡영화상》 남우주연상 - 잉여인간
- 1965년 제12회 《아시아태평양영화제》 남우주연상 - 벙어리 삼룡
- 1965년 제8회 《부일영화상》 남우주연상 벙어리 삼룡
- 1966년 제5회 《대종상》 남우주연상 - 태양은 다시 뜬다
- 1969년 제12회 《부일영화상》 남우주연상 - 카인의 후예
- 1977년 제16회 《대종상》 남우주연상 - 난중일기
- 1977년 《MBC 연예대상》 영화배우부문
- 1996년 대한민국문화예술 보관문화훈장
- 1986년 제25회 《대종상》 영화인상

## 가족 관계
김보애와 결혼했다가 이혼했다. 이후 재결합했다. 아들 김진철, 김진수, 김진근, 딸 김진선, 김진아, 김리나.

## 같이 보기
- 김승호
- 이예춘
- 장동휘
- 박암
- 신상옥
- 신영균
- 독고 성
- 박노식
- 이만희
- 신봉승
- 윤일봉
- 남궁 원